# Louvres
Louvres egy község Franciaországban. Lakosainak száma 12 226 fő (2022. január 1.).

## Földrajza
Louvres Marly-la-Ville, Chennevières-lès-Louvres, Épiais-lès-Louvres, Fontenay-en-Parisis, Goussainville, Puiseux-en-France, Roissy-en-France és Villeron községekkel határos.

## Testvértelepülések
- Bad Sobernheim